# Hockey sur glace aux Jeux asiatiques d'hiver de 1996
Navigation
Sapporo 1990 Gangwon 1999
Les tournois de Hockey sur glace aux Jeux asiatique d'hiver de Harbin ont eu lieu du 5 février 1996 au 8 février 1996.
Le Kazakhstan s'impose dans le tournoi masculin, son premier.
La Chine remporte le premier tournoi de hockey sur féminin des Jeux asiatiques d'hiver.

## Tournoi masculin
| 5 février 1996 | Kazakhstan   | 4-1 (1-0; 2-1; 1-0)  | Japon        | Harbin |
| 5 février 1996 | Chine        | 6-2 (2-2; 1-0; 3-0)  | Corée du Sud | Harbin |
| 6 février 1996 | Japon        | 6-1 (1-0; 3-0; 2-1)  | Corée du Sud | Harbin |
| 6 février 1996 | Chine        | 0-20 (0-8; 0-8; 0-4) | Kazakhstan   | Harbin |
| 8 février 1996 | Corée du Sud | 1-9 (0-3; 0-3; 1-3)  | Kazakhstan   | Harbin |
| 8 février 1996 | Chine        | 1-7 (0-1; 0-1; 1-5)  | Japon        | Harbin |

|                    | Équipe       | PJ | V | N | D | Pts | Bp. | Bc. | Diff. |
| ------------------ | ------------ | -- | - | - | - | --- | --- | --- | ----- |
| Médaille d'or      | Kazakhstan   | 3  | 3 | 0 | 0 | 6   | 33  | 2   | +31   |
| Médaille d'argent  | Japon        | 3  | 2 | 0 | 1 | 4   | 14  | 6   | +8    |
| Médaille de bronze | Chine        | 3  | 1 | 0 | 2 | 2   | 7   | 29  | -22   |
| 4                  | Corée du Sud | 3  | 0 | 0 | 3 | 0   | 4   | 21  | -17   |

## Tournoi féminin
| 5 février 1996 | Chine | 9-3  | Japon      | Harbin |
| 6 février 1996 | Chine | 13-0 | Kazakhstan | Harbin |
| 8 février 1996 | Japon | 6-2  | Kazakhstan | Harbin |

|                    | Équipe     | PJ | V | N | D | Pts | Bp. | Bc. | Diff. |
| ------------------ | ---------- | -- | - | - | - | --- | --- | --- | ----- |
| Médaille d'or      | Chine      | 2  | 2 | 0 | 0 | 4   | 22  | 3   | +19   |
| Médaille d'argent  | Japon      | 2  | 1 | 0 | 1 | 2   | 9   | 11  | -2    |
| Médaille de bronze | Kazakhstan | 2  | 0 | 0 | 2 | 0   | 2   | 19  | -17   |